# Colline del Genovesato
La Colline del Genovesato è una IGT riservata ad alcuni vini prodotti nella  provincia di Genova.

## Tipologie
Sono vini bianco, rosso e rosato nelle tipologie normale o frizzante.

## Tecniche di produzione
I vini "Colline del Genovesato IGT" devono essere prodotti da uve prodotte nel territorio della provincia di Genova compreso tra la costa del mar Ligure e lo spartiacque appenninico, comprendendo quindi le zone di produzione dei vini DOC "Riviera di Ponente", "golfo del Tigullio" e "val Polcevera".